# 일본노동조합총동맹
일본노동조합총동맹(일본어: 日本労働組合総同盟 니혼로도쿠미아이소도메이[*]), 약칭 총동맹(일본어: 総同盟 소도메이[*])은 일본에 과거 있었던 노동조합 총연합단체다. 1946년에 구 총동맹계를 중심으로 해서 전섬동맹 회장 마쓰오카 고마키치를 회장으로 하여 결성되었다.
구 총동맹과 같이 기독교 사회주의, 반공주의 성향이었다. 노동계가 좌파는 총평으로, 우파는 전노회의・동맹회의로 분화됨에 따라 총동맹은 전일본노동총동맹(동맹)에 합류하는 형태로 발전적 해소되었다.

## 역사
전전 일본의 합법노동운동은 스즈키 분지가 메이지시대 말기에 결성한 우애회를 모태로 한 일본노동총동맹(구 총동맹)이 중심이 되어 추진되었다. 우애라는 이름에서 알 수 있듯이 기독교 사회주의자들이 주도하였고, 공산주의에 비판적이었다. 정치적 입장은 아베 이소오를 지도자로 둔 사회대중당에 가까웠다. 전시체제가 강화되자 사대당 중간파가 고노에 후미마로의 신체제운동에 포섭됨에 따라 구 총동맹 역시 전쟁협력체제에 편입되었다. 사대당 좌파 계열의 전국노동조합동맹(전노)가 먼저 1939년 대일본산업보국회(산보)에 편입되었고, 총동맹 역시 1940년 산보에 합류했다.
1945년 제2차 세계대전이 종결되고 일본 노동운동이 부활하자 그 흐름 속에서 구 총동맹의 후신으로서 1946년 일본노동조합총동맹이 결성되었다. 결성 당시 세력은 조합원 수 약 86만 명.
총동맹은 일본사회당을 지지하면서, 일본공산당의 영향이 강한 전일본산업별노동조합회의(산별회의)와 대립했다. 그러다 1947년 2·1 총파업 총파업 이후 산별회의와 함께 전국노동조합연락협의회(전노련)을 조직했다. 그러나 미군정에서 점령정책을 전환하고 반공주의 색깔을 강화하자 총동맹과 산별회의의 대립이 재격화되어 총동맹은 1948년 전노련에서 탈퇴한다.
1950년 미군정이 주도해서 일본노동조합총평의회(총평) 결성이 시도되자 총평 참여를 추진한 다카노 미노루・시게모리 도시하루 등의 ‘해체파’와 불참여를 표명한 가네마사 요네키치・기쿠카와 다다오 등의 ‘쇄신파’의 대립이 표면화된다. 결과적으로 해체파가 주도권을 잡고 총동맹 산하의 많은 단위산별들이 총동맹을 이탈해서 총평에 합류했다. 이에 반발한 쇄신파는 1951년 6월 총동맹 재건대회를 개최하였다. 원래 미군정이 기획한 반공노총으로 시작된 총평은 1년만에 좌경화되었고, 이에 따라 총동맹 잔류파는 우파색이 더욱 강해졌다.
1954년 총평 우파가 탈퇴해서 전일본노동조합회의(전노회의)를 조직하자 총동맹은 전노회의와 협력관계를 구축했고, 우여곡절을 거쳐 1964년 전일본노동총동맹(동맹)으로 통합되는 식으로 해산되었다.

## 정책
결성 당초에는 자본가적 기업정비 반대를 호소하는 등 경영계 측에 강한 자세를 취했지만, 1949년 제4회 대회에서 “세계자유노총의 모든 민주적 노조의 통일참가와 대표 파견의 기회를 맞이해 국내적으로는 눈사태를 무릅쓰고 극좌세력과 결별하고 …… 일체의 민주노조를 똘똘 뭉쳐 일대 전국통일로써 요시다 내각이 강요하는 급여 베이스 돌파의 일대 공동투쟁을 일으켜, 이것을 지렛대 삼아 반동의 공세를 철저히 무찌른다”고 선언함으로써 승공주의 자세를 선명히 하였다.
재건 이후인 1955년에는 일본 생산성본부가 추진하는 생산성 운동에 대하여 “생산성 향상운동은 노동강화를 가져오는 것이 아니라 오히려 노동조건의 향상, 실질임금의 향상을 가져오는 것”, “생산성 향상운동은 경제의 확대, 발전을 통해 고용량의 증대를 가져올 것”, “생산성 향상운동은 자본의 집중을 가져오지 않고 중소기업의 안정과 노동생활의 향상을 가져올 것”이라고 평가하고, “구체적인 여러 활동에 대해서는 노동협약을 체결하여 원활한 추진을 도모한다”며 노사협조의 자세를 노골화했다.